# Corispermum pacificum
Corispermum pacificum är en amarantväxtart som beskrevs av Sergej Mosyakin. 
Corispermum pacificum ingår i släktet lusfrön och familjen amarantväxter. Inga underarter finns listade i Catalogue of Life.